# Marc Coma
Marc Coma Camps (Aviá, Barcelona, 7 de octubre de 1976) es un expiloto de rallies de motocicletas español. Está considerado como el mejor piloto español de la historia de raid en la categoría de motocicletas, y uno de los mejores de la historia junto con Stéphane Peterhansel y Cyril Despres.[cita requerida] Fue ganador del Rally Dakar, en la categoría de motos, en 2006, 2009, 2011, 2014 y 2015. Asimismo, obtuvo el Campeonato Mundial de Rally Cross-Country de la FIM en 2005, 2006, 2007, 2010, 2012 y 2014. En 2010 obtuvo el título con victorias en las cinco carreras del campeonato.
También ha sido campeón del Rally de los Faraones en 2005, 2006, 2007, 2010 y 2011, el Rally Raid de Cerdeña en 2005, 2006, 2007, 2011, 2012 y 2013, el Rally Patagonia-Atacama en 2005, 2006 y 2007, el UAE Desert Challenge (ahora llamado Rally de Abu Dhabi) en 2006, 2007, 2009, 2010, 2011, 2012, 2013 y 2015, el Rally de Marruecos en 2006, 2009 y 2014 y el Rally de Catar en 2014 y 2015. 
El 2 de julio de 2015 comunicó la decisión de retirarse como piloto profesional para poder ser director deportivo del Rally Dakar, cargo al cual renunciaría en febrero de 2018. En el Rally Dakar de 2020 disputó su última edición junto a Fernando Alonso en la categoría de coches para Toyota Gazoo Racing.

## Trayectoria
En 2006, Coma conquistó de manera holgada su primer Rally Dakar en tierras africanas, único que conseguía en este continente.
En el Rally Dakar de 2007 se vio obligado a abandonar la carrera en la decimotercera etapa a causa de una caída cuando marchaba líder de la clasificación general con casi una hora de ventaja sobre el segundo clasificado, y a la postre vencedor del rally, Cyril Despres.
Conquistó el Rally Dakar 2009, inaugurando el palmarés de la prueba en Sudamérica. El 31 de mayo de 2009 sufrió una caída durante el transcurso de la penúltima etapa del Rally Raid de Cerdeña, en la que se fracturó la muñeca y la clavícula izquierda.
Durante el Rally Dakar de 2010 fue sancionado porque los organizadores comprobaron un controvertido cambio de neumático, por lo cual fue penalizado con 6 horas y quedó sin opciones de revalidar el título de 2009.
En el año 2011 el piloto español consiguió ganar el Rally Dakar en el equipo Red Bull KTM, donde demostró una muestra muy grande de compañerismo al auxiliar al piloto Olivier Pain del equipo de Yamaha, lo que le costó 11 minutos y 20 segundos que luego se le restaron de su tiempo premiando su espíritu de deportividad.
En el Rally Dakar de 2012 cuando marchaba primero en la penúltima etapa, sufrió una avería en su caja de cambios que definió el triunfo de su compañero de equipo Cyril Despres; además se hizo acreedor a una penalización de 45' 00" por cambiar el motor del vehículo por segunda ocasión.
Se perdió el Rally Dakar 2013, debido a una lesión en el hombro sufrida durante los últimos meses de la temporada, y de la que no pudo recuperarse a tiempo.
El 18 de enero de 2014, Marc Coma conquista su cuarto Rally Dakar en Valparaíso, logrando una abismal ventaja de casi dos horas sobre su mochilero, Jordi Viladoms y de dos horas con el francés Olivier Pain que fue tercero en la general. Además aventajó en poco más de dos horas al antiguo ganador del Rally Dakar y excompañero de Marc, Cyril Despres.
En 2015, Coma conquista su quinto Rally Dakar, haciendo historia e igualando así al francés Cyril Despres, tras una gran lucha en las últimas jornadas con el portugués Paulo Gonçalves en la que supo manejar mejor su mejor experiencia y su gran pilotaje.
El 2 de julio de 2015, Coma anuncia su retirada como piloto, convirtiéndose en el director deportivo del Rally Dakar, cerrando así toda opción de participar en el Dakar conduciendo un automóvil.
En febrero de 2018, renunció a la dirección deportiva del Rally Dakar, para dedicarse a proyectos personales.
Tras el verano de 2019, Toyota anunció que Coma sería el copiloto de Fernando Alonso en su primera aventura dakariana, finalizando en decimotercera posición (mejor posición de un piloto debutante) en la edición del Dakar 2020.

## Palmarés

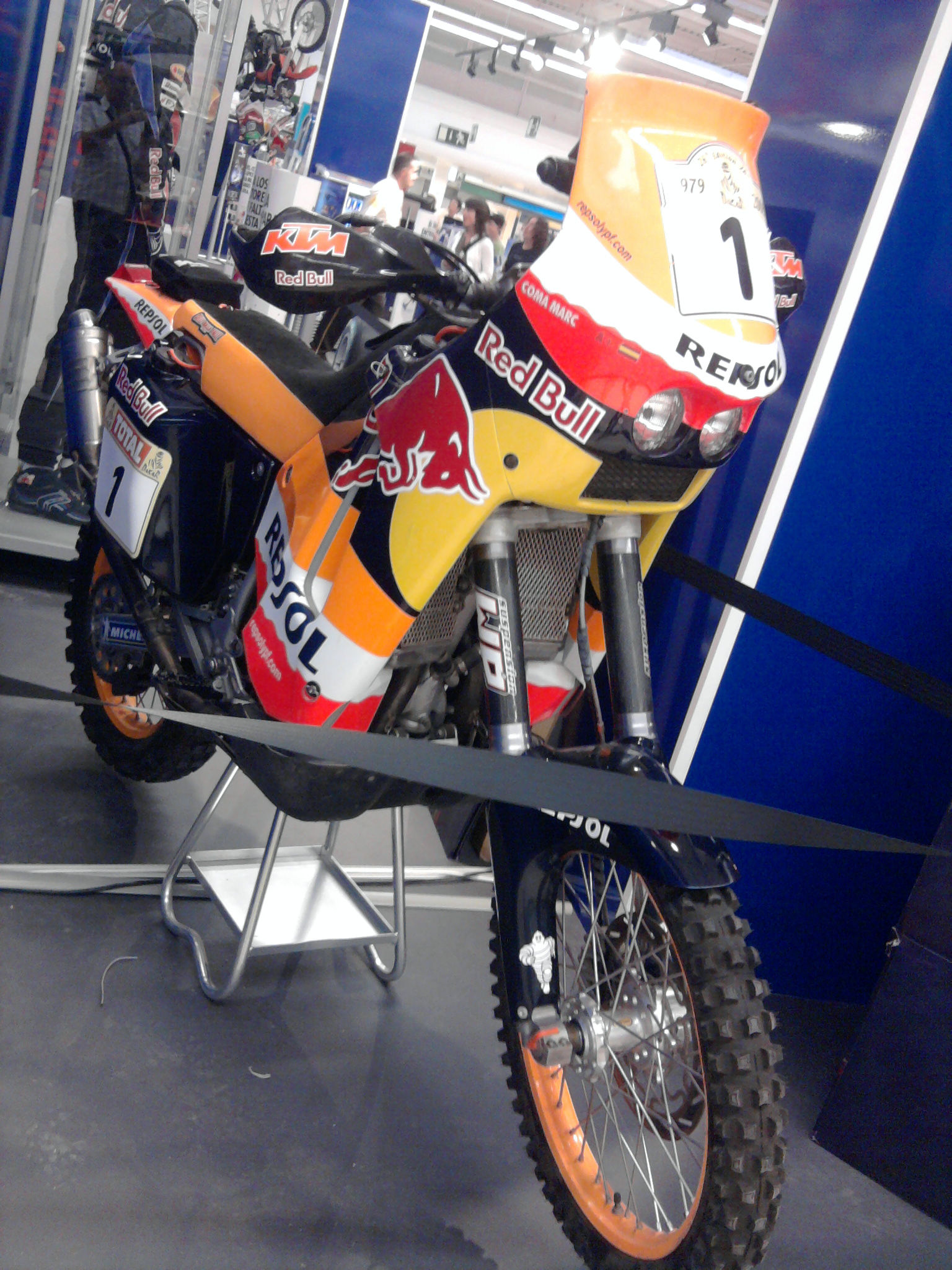
KTM 660 de Marc Coma en 2006.
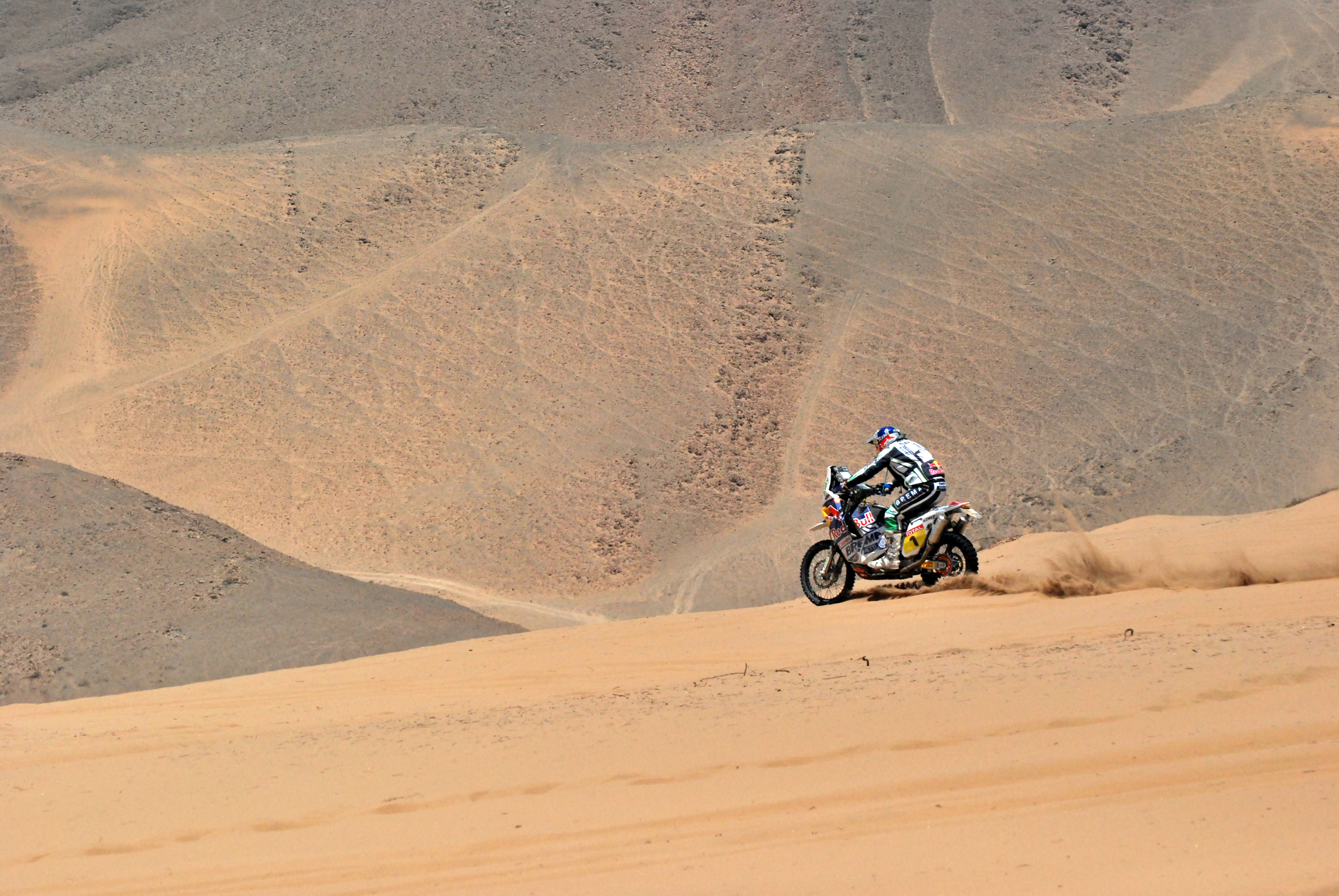
Marc Coma durante el Rally Dakar de 2010.
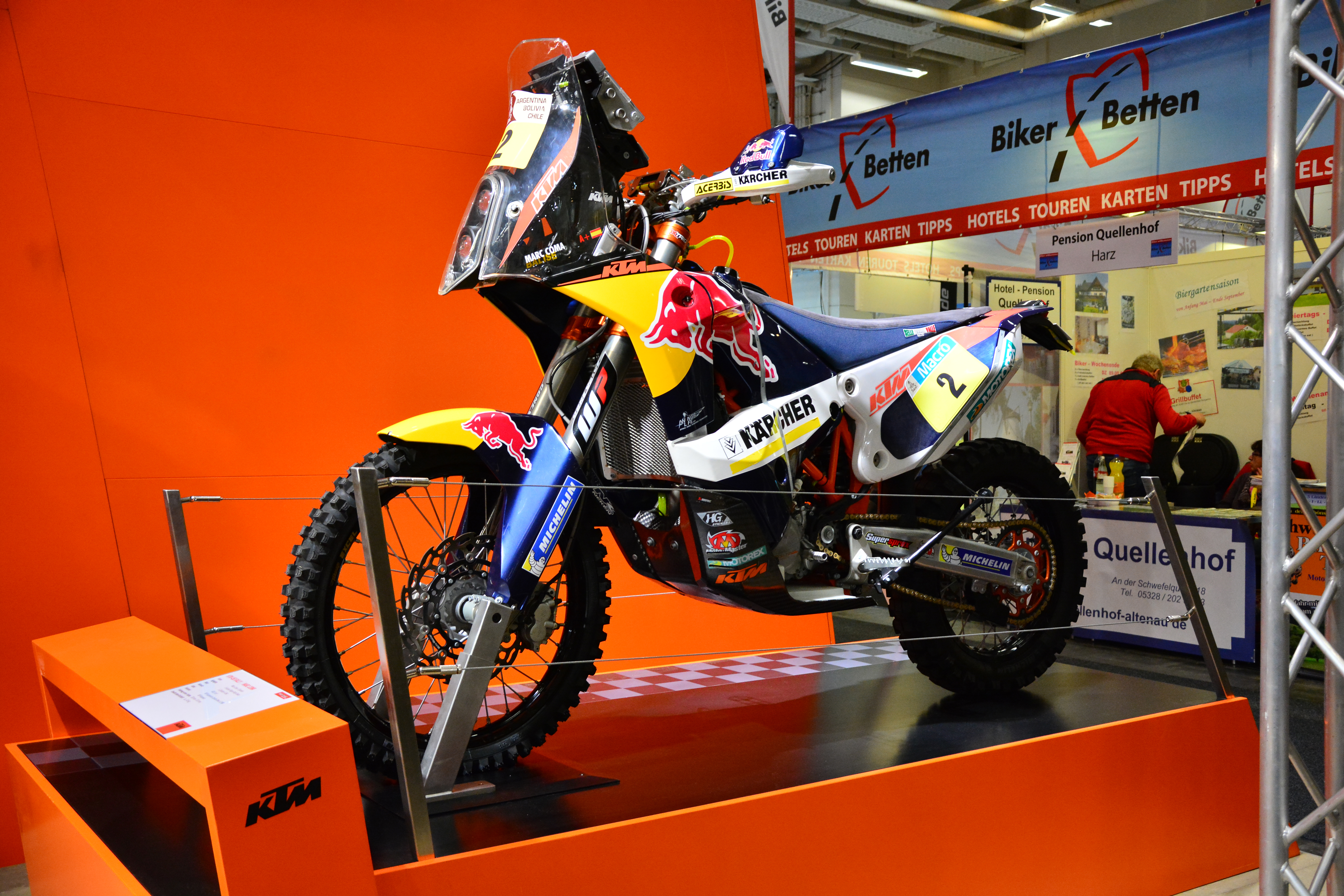
KTM 450 Rally 2015 de Marc Coma.
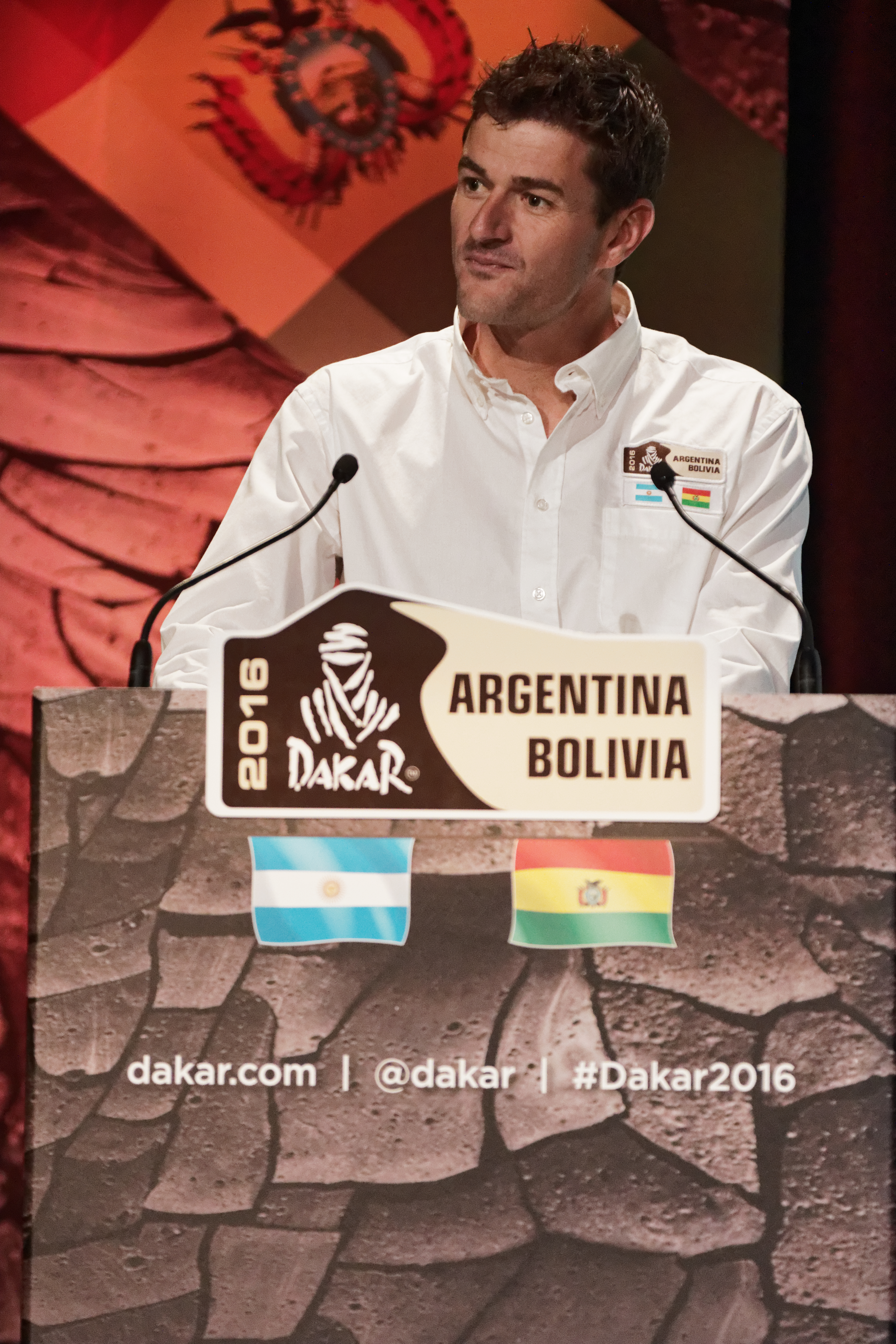
Marc Coma en una conferencia de prensa del Dakar 2016.

### Campeonato Mundial de Cross-Country de la FIM
| Motocicleta                                          | Suzuki                              | KTM                                 | KTM                                 | KTM                                 | KTM                                 | KTM                                 | KTM               | KTM               | KTM               | KTM               | KTM               | KTM               | KTM               | KTM               |
| Campeonato Mundial de Rally Cross-Country de la FIM  | A                                   | A                                   | 7.º                                 | 1.º                                 | 1.º                                 | 1.º                                 | A                 | 3.º               | 1.º               | 3.º               | 1.º               | 2.º               | 1.º               | 4.º               |
| Series del Campeonato Mundial de Rally Cross-Country |                                     |                                     |                                     |                                     |                                     |                                     |                   |                   |                   |                   |                   |                   |                   |                   |
| Rally de Emiratos Árabes Unidos-Abu Dabi (en)        | A                                   | A                                   | 11.º                                | 2.º                                 | 1.º                                 | 1.º                                 | 17.º              | 1.º               | 1.º               | 1.º               | 1.º               | 1.º               | 2.º               | 1.º               |
| Rally de Catar (fr)                                  | —                                   | —                                   | —                                   | —                                   | —                                   | —                                   | —                 | —                 | —                 | —                 | 1.º               | 1.º               | 2.º               | 1.º               |
| Rally de Egipto-Faraones (2008-2013)                 | No pertenecía al Campeonato Mundial | No pertenecía al Campeonato Mundial | No pertenecía al Campeonato Mundial | No pertenecía al Campeonato Mundial | No pertenecía al Campeonato Mundial | No pertenecía al Campeonato Mundial | A                 | N                 | 1.º               | 1.º               | N                 | —                 | N                 | N                 |
| Rally de Italia-Cerdeña (en)                         | A                                   | A                                   | 6.º                                 | 1.º                                 | 1.º                                 | 1.º                                 | A                 | Ret.              | 1.º               | 1.º               | 3.º               | 1.º               | 2.º               | 5.º               |
| Rally de Brasil-Dos Sertões                          | A                                   | A                                   | A                                   | N                                   | N                                   | N                                   | 4.º               | N                 | 1.º               | —                 | —                 | 3.º               | 1.º               | —                 |
| Rally Patagonia-Atacama                              | A                                   | A                                   | A                                   | 1.º                                 | 1.º                                 | 1.º                                 | —                 | —                 | —                 | —                 | —                 |                   | —                 | —                 |
| Rally de Marruecos                                   | A                                   | A                                   | 2.º                                 | N                                   | 1.º                                 | —                                   | —                 | 1.º               | —                 | —                 | —                 | 2.º               | 1.º               | N                 |
| Rally de Túnez (en)                                  | A                                   | A                                   | 2.º                                 | N                                   | N                                   | 1.º                                 | —                 | 2.º               | 2.º               | N                 | —                 | —                 | —                 | —                 |
| Rally de Francia                                     | A                                   | A                                   | A                                   | N                                   | —                                   | —                                   | —                 | —                 | —                 | —                 | —                 | —                 | —                 | —                 |
| Otras series                                         |                                     |                                     |                                     |                                     |                                     |                                     |                   |                   |                   |                   |                   |                   |                   |                   |
| Rally de Egipto-Faraones                             | A                                   |                                     | A                                   | 1.º                                 | 1.º                                 | 1.º                                 | Incorporado a FIM | Incorporado a FIM | Incorporado a FIM | Incorporado a FIM | Incorporado a FIM | Incorporado a FIM | Incorporado a FIM | Incorporado a FIM |

### Rally Dakar
| Año                           | Categoría                   | Vehículo                    | Copiloto                    | Posición                    | Etapas                      |
| Participaciones como piloto   | Participaciones como piloto | Participaciones como piloto | Participaciones como piloto | Participaciones como piloto | Participaciones como piloto |
| ----------------------------- | --------------------------- | --------------------------- | --------------------------- | --------------------------- | --------------------------- |
| 2002                          | Motos                       | Suzuki                      | Sin copiloto                | Ret.                        | -                           |
| 2003                          | Motos                       | KTM                         | Sin copiloto                | 11.º                        | -                           |
| 2004                          | Motos                       | KTM                         | Sin copiloto                | Ret.                        | -                           |
| 2005                          | Motos                       | KTM                         | Sin copiloto                | 2.º                         | 1                           |
| 2006                          | Motos                       | KTM                         | Sin copiloto                | 1.º                         | -                           |
| 2007                          | Motos                       | KTM                         | Sin copiloto                | Ret.                        | 3                           |
| 2009                          | Motos                       | KTM                         | Sin copiloto                | 1.º                         | 3                           |
| 2010                          | Motos                       | KTM                         | Sin copiloto                | 15.º                        | 4                           |
| 2011                          | Motos                       | KTM                         | Sin copiloto                | 1.º                         | 5                           |
| 2012                          | Motos                       | KTM                         | Sin copiloto                | 2.º                         | 5                           |
| 2014                          | Motos                       | KTM                         | Sin copiloto                | 1.º                         | 2                           |
| 2015                          | Motos                       | KTM                         | Sin copiloto                | 1.º                         | 1                           |
| Participaciones como copiloto |                             |                             |                             |                             |                             |
| 2020                          | Coches                      | Toyota                      | Fernando Alonso             | 13.º                        | -                           |
| Fuente:                       |                             |                             |                             |                             |                             |

### Otros campeonatos
| Año  | Nombre                                          | Categoría            |
| ---- | ----------------------------------------------- | -------------------- |
| 1995 | Campeón España Enduro Júnior sup                | 175 cc               |
| 1995 | Campeón España Enduro Júnior sup                | 175cc por marcas     |
| 1996 | Medalla de Plata Mundial por Naciones de Enduro |                      |
| 1997 | 4.º Cto. Europa de Enduro Sénior sup            | 175 cc               |
| 1998 | Campeón Mundial de Enduro sub-23                |                      |
| 1998 | Campeón Mundial por Naciones de Enduro          |                      |
| 1998 | Subcampeón de España de Enduro Sénior           | 125 cc               |
| 1999 | 12.º Mundial de Enduro Sénior                   | 250 cc               |
| 1999 | 2.º Absoluto Memorial Toni Soler                |                      |
| 2000 | Campeón de Enduro de las Autonomías Sénior      | 600 cc               |
| 2000 | 2.º Enduro Indoor Barcelona                     |                      |
| 2000 | 10.º Mundial de Enduro Sénior                   | 600 cc               |
| 2000 | 3.º Campeonato de España de Enduro Sénior       | 600 cc               |
| 2000 | 3.º Mundial por Naciones de Enduro              |                      |
| 2001 | 3.º Mundial por Naciones                        |                      |
| 2001 | 9.º Mundial de Enduro                           |                      |
| 2001 | Subcampeón de España de Enduro Sénior           | 600 cc               |
| 2002 | Campeón del Memorial Toni Soler                 |                      |
| 2002 | 2.º Baja España                                 |                      |
| 2002 | Debut en el Rally Dakar (mejor clas. 6.º)       |                      |
| 2002 | Subcampeón de España Enduro Sénior              | 600 cc (6.º scratch) |
| 2003 | 11.º Absoluto Rally Dakar de 2003               |                      |
| 2003 | Participación Rally de Egipto                   |                      |
| 2004 | 2.º Rally de Túnez                              |                      |
| 2004 | 6.º Rally Raid de Cerdeña                       |                      |
| 2004 | Campeón de la Baja España                       |                      |
| 2004 | 2.º Rally de Marruecos                          |                      |
| 2004 | 7.º Copa del Mundo de Raids                     |                      |